# 林慎思
林慎思（844年—880年），字虔中。福建福州长乐人。
唐咸通十年(869年），中进士，复中宏词科，授秘书省校书郎，迁水部郎中。乾符年间（874～879年），任万年县县令。广明元年（880年），被黄巢军所擒而死。
林慎思著有《续孟子》、 《宏词》、《儒范》、《伸蒙子》等。